# Provinciale Noord-Brabantse Electriciteits Maatschappij
De Provinciale Noord-Brabantse Electriciteits Maatschappij (PNEM) was een bedrijf dat elektriciteit produceerde en distribueerde in de provincie Noord-Brabant. Het was eigendom van de provincie en heeft bestaan van 1914 tot 1997. Het hoofdkantoor van deze maatschappij bevond zich in 's-Hertogenbosch en de belangrijkste productie-eenheid was gelegen bij Geertruidenberg.
Voorlopers van de PNEM waren diverse particuliere elektriciteitsmaatschappijen, zoals de Peelcentrale en gemeentelijke elektriciteitsbedrijven.
De N.V. Peelcentrale werd als particuliere maatschappij opgericht in 1909. Ze had centrales in Eindhoven, Helmond en Venlo, maar ze was voor de afzet afhankelijk van de aanleg van "electrische geleidingen", wat nogal eens tot bestuurlijke tegenwerking leidde. Niettemin leverde ze een aanzet voor de elektrificatie van onder meer textielfabrieken. De regionale maatschappij ging failliet in 1914 en de boedel werd door de in hetzelfde jaar opgerichte PNEM overgenomen. De industrie was daardoor van leverantie verzekerd en ook de strubbelingen met de aanleg van elektriciteitsleidingen behoorden tot het verleden.
Vanaf 1916 werden hoogspanningsleidingen aangelegd om de grote bedrijven van stroom te voorzien, en in 1919 werd de Dongecentrale te Geertruidenberg in gebruik genomen. Dit was de eerste provinciale elektriciteitscentrale. In 1930 werd de tweede Dongecentrale geopend en in 1952 werd de eerste eenheid van de Amercentrale in gebruik genomen, later gevolgd door nieuwe, grotere, eenheden. In 1997 kwam ook de warmte-krachtcentrale Moerdijk in productie.
Gedurende de jaren 1940-1943 begon men met de aanleg van koppellijnen, waarmee verbindingen met andere provincies werden gevormd, en ook met de gemeentelijke centrales die hier en daar, zoals in Tilburg in gebruik waren.

## Privatisering

Tijdlijn van de fusies en splitsingen van de verschillende provinciale, regionale en gemeentelijke energiebedrijven in Nederland, 1986–2014

Hoewel de PNEM een goed functionerend bedrijf was, ontstond er politieke druk om het bedrijf te privatiseren. Eerst doorliep het een soort quango-status, waarbij het steeds meer op een particulier bedrijf ging lijken, hoewel de overheid in zekere zin nog enige regie had. Dit proces ging gepaard met fusies en schaalvergroting. Het leidde in 1997 tot een fusie met Mega Limburg. Zo werd de PNEM/MEGA Groep gevormd.
Deze fuseerde in 1999 met de EDON tot Essent.
Mega Limburg is ontstaan uit een fusie van de PLEM, de in 1909 opgerichte Provinciale Limburgse Electriciteits Maatschappij, en Limagas.
De EDON ontstond in 1993 door een fusie van de IJsselmij, een provinciaal bedrijf dat in 1911 is begonnen als de IJsselcentrale, en het EGD (Energiebedrijf voor Groningen en Drenthe), dat op zijn beurt weer is ontstaan, in 1967, door een fusie van het PEB (Provinciaal Electriciteits Bedrijf) te Groningen, ontstaan in 1913, en de Maatschappij tot Aanleg en Exploitatie van Laagspanningsnetten.